# Ver.Di
La Vereinte Dienstleistungsgewerkschaft ("Unione dei sindacati del settore dei servizi"), spesso abbreviata in ver.di, è un sindacato tedesco con sede a Berlino. Conta oltre 2 milioni di iscritti (dati di ottobre 2007) ed è quindi il secondo sindacato più grande della Germania dopo l'IG Metall. Ver.di è il sindacato del settore dei servizi. È una delle otto federazioni sindacali tedesche che aderiscono alla confederazione sindacale tedesca Deutscher Gewerkschaftsbund (DGD).

## Storia
Ver.di è nato nel 2001 dalla fusione di cinque sindacati di categoria:
- Deutsche Angestellten-Gewerkschaft (DAG), sindacato degli impiegati statali.
- Deutsche Postgewerkschaft (DPG), sindacato degli impiegati nel settore postale.
- Gewerkschaft Handel, Banken und Versicherungen (HBV), sindacato del settore commercio, banche e assicurazioni.
- IG Medien - Druck und Papier, Publizistik und Kunst (IG Medien), sindacato del settore media: stampa, pubblicistica e arte.
- Gewerkschaft Öffentliche Dienste Transport und Verkehr (ÖTV), sindacato dei lavoratori del settore pubblico e dei trasporti.

Al momento della fondazione il sindacato contava circa 2,9 milioni di iscritti. Il segretario generale di questa organizzazione è, dalla sua fondazione al 2019, Frank Bsirske.